# István Kiss
István Kiss, född 25 juli 1958 i Budapest, är en ungersk vattenpolospelare. Han gjorde ett mål i den olympiska vattenpoloturneringen i Moskva där Ungern tog brons. På den tiden spelade Kiss för Újpesti TE.